# KUKL
KUKL was een IJslandse gothic rock band uit de jaren 80 van de twintigste eeuw. KUKL was een van de eerste bands waar Björk deel van uitmaakte. De naam van de band betekent "hekserij" in middeleeuws IJslands.

## Discografie
Single:

- 1983 - Söngull (Gramm)

Albums:

- 1984 - The Eye (Crass Records)
- 1985 - KUKL à Paris 14.9.84 (V.I.S.A.)
- 1986 - Holidays in Europe (The Naughty Nought) (Crass Records)

## Videoclips
- 1984 - ”Anna” - Geregisseerd door Óskar Jónasson.
- 1986 - ”A Mutual Thrill”.